# 기원전 31년

## 연호
- 전한(前漢) 건시(建始) 2년

## 기년
- 전한(前漢) 성제(成帝) 2년
- 신라(新羅) 혁거세 거서간(赫居世居西干) 27년
- 고구려(高句麗) 동명성왕(東明聖王) 7년

## 사건
- 9월 2일 - 악티움 해전